# Rui Knopfli
Rui Manuel Correia Knopfli (Inhambane, África Oriental Portuguesa, 10 de agosto de 1932-Lisboa, 25 de diciembre de 1997) poeta, crítico y periodista mozambiqueño. 
Estudió en Sudáfrica y comenzó su carrera profesional en Lourenço Marques (actual Maputo).
Interactuó con las figuras intelectuales más importantes de su época y fue embajador de Portugal en Londres. Su obra está marcada por el intimismo, la melancolía y la consciencia de la estética escrita.

## Obra
- O País dos Outros, 1959
- Reino Submarino, 1962
- Máquina de Areia, 1964
- Mangas Verdes com Sal, 1969
- A Ilha de Próspero, 1972
- O Escriba Acocorado, 1978
- Memória Consentida: 20 Anos de Poesía 1959-1979, 1982
- O Corpo de Atena, 1984
- O monhé das cobras, 1997
- Obra Poética, 2003